# Infest the Rats' Nest
Infest the Rats' Nest es el decimoquinto álbum de estudio de la banda australiana de rock psicodélico King Gizzard & the Lizard Wizard. Fue lanzado el 16 de agosto de 2019 por el sello discográfico de la banda, Flightless y ATO Records. En el álbum ve a la banda explorando más el heavy metal, que solo habían tocado brevemente en álbumes anteriores. Es el último álbum de estudio de la banda que presenta al miembro de la banda Eric Moore antes de su partida un año después.
En los ARIA Music Awards de 2019, el álbum fue nominado para el premio ARIA al Mejor Álbum de Hard Rock o Heavy Metal, perdiendo ante Alien por Northlane.

## Antecedentes
El primer sencillo de Infest the Rats' Nest, "Planet B", recibió un lanzamiento sorpresa el 8 de abril de 2019, antes del lanzamiento del decimocuarto álbum de estudio de la banda, Fishing for Fishies, junto con un video musical adjunto. La canción que no aparece en la lista de canciones de Fishing for Fishies, así como su marcado contraste con los sonidos de ese álbum, llevaron a especular que la banda podría lanzar un segundo álbum en 2019.
Durante un Reddit AMA el 30 de abril, la banda confirmó que el próximo álbum estaba en proceso e incluiría "Planet B", pero no habían decidido si se lanzaría en 2019. Inicialmente se creía que el álbum se llamaría Auto-Cremate. debido al uso de la banda del nombre como su nombre de usuario en la AMA, pero luego se confirmó que se titulaba Infest the Rats' Nest.
El 29 de mayo, la banda lanzó el segundo sencillo del álbum "Self-Immolate" con otro video musical de acompañamiento una semana después de un teaser en las redes sociales. El 18 de junio, la banda publicó otro teaser en las redes sociales que confirmó el título del álbum. El álbum se anunció oficialmente tres días después con fecha de lanzamiento del 16 de agosto. El 25 de junio, la banda lanzó un tercer sencillo, "Organ Farmer", junto con un video musical que incluía fans como extras.
Infest the Rats' Nest se compuso y grabó principalmente con solo tres de la alineación habitual de siete hombres de la banda (Stu MacKenzie, Joey Walker y Michael Cavanagh) y muestra influencias derivadas del heavy metal, mezclando los tonos de guitarra de garage rock característicos de la banda y psicodélicos sonidos de rock con thrash metal. El álbum hace un uso constante del doble bombo influenciado por los pioneros del heavy metal, Motörhead. Sobre los temas del álbum, el líder Stu Mackenzie explicó que el lado A trata sobre problemas actuales, especialmente desastres ecológicos, y se desarrolla en un futuro cercano, y el lado B trata sobre la historia de un grupo de rebeldes que intentan asentarse en Venus después de ser obligados a abandonar la Tierra. Mackenzie también dijo que la fuerte influencia del thrash metal del álbum se derivó de bandas como Metallica, Slayer, Exodus, Overkill, Sodom, Rammstein y Kreator.

## Música
El álbum fue descrito como thrash metal y stoner rock.

## Recepción de la crítica
Infest the Rats' Nest fue bien recibido por los críticos musicales tras su lanzamiento. En el sitio web de reseñas Metacritic, el álbum tiene una puntuación de 77 sobre 100 según 14 reseñas, lo que indica "reseñas generalmente favorables". En la reseña de AllMusic, el escritor Tim Sendra concluyó que "King Gizzard no está endulzando nada, ni musical ni temáticamente, y eso lo convierte en su álbum más oportuno y político hasta el momento. También es uno de sus discos más convincentes e impresionantes musicalmente y eso es decir mucho".
Fue calificado por AllMusic 4.5/5, Classic Rock 3.5/5, NME 3/5, Under the Radar 6.5/10, Exclaim! 8/10, Pitchfork 6.7/10 y Metacritic 77/100.

## Lista de canciones
El vinilo tiene las pistas 1–4 en la cara A y las pistas 5–9 en la cara B.
| N.º | Título              | Escritor(es)                             | Duración |  |
| 1.  | «Planet B»          | Stu Mackenzie                            | 3:56     |  |
| 2.  | «Mars for the Rich» | Mackenzie, Joey Walker, Michael Cavanagh | 4:11     |  |
| 3.  | «Organ Farmer»      | Mackenzie, Walker, Cavanagh              | 2:39     |  |
| 4.  | «Superbug»          | Mackenzie                                | 6:43     |  |
| 5.  | «Venusian 1»        | Mackenzie                                | 3:20     |  |
| 6.  | «Perihelion»        | Mackenzie, Walker, Cavanagh              | 3:11     |  |
| 7.  | «Venusian 2»        | Mackenzie, Walker, Cavanagh              | 2:44     |  |
| 8.  | «Self-Immolate»     | Mackenzie, Walker, Cavanagh              | 4:28     |  |
| 9.  | «Hell»              | Mackenzie, Walker, Cavanagh              | 3:38     |  |

## Personal
Créditos para Infest the Rats' Nest adaptados de las notas del álbum.
- Stu Mackenzie: voz (pistas 1 a 9), guitarra (pistas 1 a 9), bajo (pistas 6, 8, 9), grabación, mezcla
- Joey Walker: bajo (pistas 1 a 5, 7, 8), coros (pistas 3, 5 a 9), guitarra (pistas 6, 9)
- Michael Cavanagh - batería (pistas 1 a 9), coros (pistas 7 a 9)
- Cook Craig - guitarra (pistas 2, 4, 5, 6, 9), coros (pistas 5-9)
- Ambrose Kenny-Smith - coros (pistas 4 a 9), armónica (pistas 1, 2, 6, 9)
- Eric Moore - coros (pistas 8 y 9)

Personal adicional
- Michael Badger - grabación
- Joe Carra - masterización